# Acraea mima
Acraea mima är en fjärilsart som beskrevs av Sheffield Airey Neave 1910. Acraea mima ingår i släktet Acraea och familjen praktfjärilar. Inga underarter finns listade i Catalogue of Life.